# Macronaris
Macronaria és un clade de dinosaures sauròpodes que visqueren entre el Juràssic mitjà (Bathonià) i el Cretaci superior en el qual avui en dia és Nord-amèrica, Sud-amèrica, Europa, Àsia i Àfrica.

## Sistemàtica
- Macronaria
  - Família Camarasauridae
    - Aragosaurus
    - Camarasaurus

  - Titanosauriformes
    - Baotianmansaurus[1]
    -  ?Cedarosaurus
    - Europasaurus
    - Fusuisaurus
    - Garumbatitan
    -  ?Huabeisaurus
    -  ?Venenosaurus
    - Família Brachiosauridae
      - Lusotitan
      - Brachiosaurus
      - Sauroposeidon

    - Família Huanghetitanidae
      - Huanghetitan

    - Somphospondyli
      - Família Euhelopodidae
        - Euhelopus

      - Daxiatitan
      - Dongbeititan
      - Dongyangosaurus
      - Erketu
      - Titanosauria